# Johanniskloster
Johanneskloster oder Sankt-Johannes-Kloster (auch Johanniskloster) ist die Bezeichnung für ein Kloster, das Johannes dem Täufer, dem Evangelisten Johannes oder einem anderen Heiligen dieses Namens gewidmet ist.

## Römisch-katholische Klöster

### Deutschland
- Kloster St. Johannes (Alzey)
- St.-Johannis-Kloster (Bremen), heute St. Johann (Bremen)
- Johanniskloster (Eisenach)
- Chorherrenstift St. Johann, Konstanz
- St.-Johannis-Kloster (Lübeck)
- Kloster St. Johannis (Hamburg)
- Kloster Berge in Magdeburg (Kloster St. Johannes der Täufer auf dem Berge)
- St.-Johannis-Kloster vor Schleswig
- Johanniskloster (Stralsund)
- Johanniskloster (Rostock)

### Schweiz
- Benediktinerinnenkloster St. Johann in Müstair
- Kloster St. Johann (Alt St. Johann), ehemalige Benediktinerabtei (12. Jh. – 1626), Kanton St. Gallen
- Kloster Neu St. Johann, ehemaliges Benediktinerkloster (1680–1806), heute Nesslau, Kanton St. Gallen

### Frankreich
- Kloster St. Johann (Elsass) bei Saverne

### Irland
- Kloster und Hospital Nenagh

### Israel
- Kloster St. Johannes in Nemore, ehemaliges Zisterzienserkloster

### Spanien
- San Juan Bautista de Corias

## Byzantinisch-orthodoxe Klöster

### Griechenland
- Kloster Katholiko, Kreta
- Kloster des Heiligen Johannes des Theologen, Patmos

### Russland
- Kloster Johannes der Täufer (Moskau)

### Schweiz
- Heiliges Orthodoxes Kloster Johannes Kapodistria, ehem. Bebediktinerkloster Beinwil im Kanton Solothurn

## Orientalisch-orthodoxe Klöster

### Armenisch-orthodoxe Klöster
Armenien
- Howhannawank

Türkei
- Bagavan
- St.-Karabet-Kloster
- Yeghrduti Vank

### Syrisch-orthodoxe Klöster
Irak
- Kloster des Sankt Johannes von Dailam